# Массовое убийство в Хангерфорде
Массовое убийство в Хангерфорде — серия убийств в Хангерфорде, Беркшир, Англия. 19 августа 1987 года безработный 27-летний Майкл Роберт Райан, вооружившись карабином, автоматом и пистолетом, в течение нескольких часов убил 16 и ранил 15 человек перед тем, как покончить с собой. Массовое убийство стало первым в истории Британии и привело к поправке в законе об огнестрельном оружии.

## 19 августа 1987
Первое убийство Райан совершил около 12:30 утра в 11 километрах к западу от своего дома в лесу, где 35-летняя Сьюзен Годфри находилась на пикнике с двумя своими детьми: 4-летней Ханной и 2-летним Джеймсом. Райан, вооружённый пистолетом «Беретта», подошёл к отдыхающим и приказал Сюзен под угрозой убийства усадить детей в машину. После этого он отвёл Сьюзен подальше в лес и убил 13 выстрелами, а затем скрылся с места преступления на своём Vauxhall Astra. Вскоре детей нашла одинокая пенсионерка Майра Рози, которой дети сказали «Миссис Рози, дядя в чёрном плаще застрелил нашу маму».
Тем временем Райан подъехал к автозаправочной станции. Заправив автомобиль, он уступил место мотоциклисту Иану Джорджу. Затем Райан через витрину выстрелил из карабина М1 в кассиршу Дин Кэкьюб, но не попал в неё. Он собрался зайти в магазин и добить кассиршу с близкого расстояния, но случайно нажал на кнопку извлечения магазина из оружия, и магазин выпал на землю. Пока Райан перезаряжал оружие, женщине удалось запереться внутри магазина и позвонить в полицию. Не тронув мотоциклиста, Райан оставил заправочную станцию и поехал к своему дому в Хангерфорде. Тем временем мотоциклист, ставший свидетелем стрельбы, доехал до первого попавшегося телефона-автомата и вызвал полицию.
Около 12:45 Райан припарковал машину у своего дома на Саут Авеню в Хангерфорде. Он застрелил свою собаку, после чего попытался уехать, но машина не заводилась. Тогда убийца поджёг свой дом, после чего отправился бродить по городу. Он убил выстрелом в голову Шелли Мейсон, которая находилась во дворе своего дома. На шум выбежал её муж, который тут же был убит шестью выстрелами. Затем Райан пешком направился дальше в город, где ранил двух человек: Марджори Джейсон, которая наблюдала за ним из окна своей гостиной, и 14-летнюю Лизу Мирдерхолл, которая стояла недалеко от своего дома. Позже она рассказала, что нападавший улыбнулся перед тем как ранить её в обе ноги.
Вскоре Майкл Райан оказался на поле для выгулки собак, где 51-летний Кеннет Клементс и его семья выгуливали пса. Увидев вооруженного Райана, Кеннет поднял руки вверх, но стрелок проигнорировал это и застрелил Клементса, а затем и его собаку, но не стал стрелять по убегающим членам семьи Кеннета. Затем стрелок вышел назад к Саут Авеню, где открыл огонь по подъезжающей полицейской машине, которая была вызвана в связи со стрельбой. В общей сложности он выпустил 23 пули. 4 из них попали в сотрудника полиции долины Темзы Роджера Бреретона, который потерял контроль над управлением, и его машина врезалась в столб. Полицейский умер от полученных ранений в машине. Затем Райан выпустил 11 пуль в Volvo 360, в которой ехали Линда Чапман и её дочь Эллисон. Первые пули ранили Элисон в ногу и бедро, Линда была ранена в левое плечо, затем машина врезалась в дерево. Линда и Эллисон выскочили из неё и побежали. Райан трижды выстрелил им вслед, одна из пуль ранила Линду в спину. После Райан открыл огонь из автомата Type 56 по белой «Тойоте», в которой ехал муж раненой Райаном ранее Марджори Джейсон — Айвор Джейсон — и его коллега по работе Джордж Уайт. Потеряв управление, «Тойота» врезалась в патрульную машину с уже мёртвым полицейским. Джордж погиб от полученных ранений на месте, а Айвор был тяжело ранен и притворился мёртвым.
Около 13:20 Майкл Райан двинулся по Фэрвью-роуд, он убил Абдула Рахмана Ханна, который косил газон у своего дома, и ранил его соседа Алена Липетита. Затем Райан открыл огонь по машине скорой помощи, вызванной в связи со стрельбой. Он ранил фельдшера Хэйзел Хаслетт, затем выстрелил по людям на улице, а также убил свою мать Дороти, которая, узнав о происшедшем, пришла убедить сына сдаться. Стрелок ранил мать в ногу, а когда та упала лицом на асфальт, он подошёл к ней вплотную и дважды выстрелил ей в спину. Затем Райан ранил Бетти Толлдей, вышедшую из своего дома на шум.
Тем временем к месту было стянуто огромное количество полиции, спецназа, скорой помощи и журналистов. По радио и телевидению передали приказ никому не выходить на улицу и не подходить к окнам. За Райаном уже следил полицейский вертолёт. Несмотря на это, стрелок продолжал убивать. Он расстрелял Франциска Батлера, а также выстрелил в подростка на велосипеде Эндрю Кандела, но промахнулся, и это дало парню время уехать. Затем Райан открыл огонь из автомата «Тип 56» по такси, которым управлял Маркус Барнед, он получил множество ранений, в том числе в голову, и умер в машине.
Энн Нолибол была легко ранена, когда проезжала на своей машине Прайори Авеню. Райан обстрелял фургон, в котором ехал Джон Шторм, но тот лёг на пол и избежал ранений. Затем Райан направился к центру города, где полиция развернула крупномасштабный план эвакуации. По дороге он убил восемью выстрелами в лобовое стекло автомобиля его водителя — 51-летнего Дугласа Уэйнрайта — и ранил в грудь и руку его жену Кейтлин. Она позже скажет: «Мой муж нажал на тормоза как только лобовое стекло разлетелось…». Кейтлин Уэйнрайт, увидев, что её муж убит, а стрелок перезаряжает оружие, быстро расстегнула свой ремень безопасности и убежала. Именно Дуглас Уэйнрайт подписывал лицензию на оружие Майклу Райану всего за несколько недель до стрельбы.
Следующим Майкл ранил в плечо Кевина Ланса, который ехал в Ford Transit по Хилл Торонт. Затем Райан начал стрелять по машине, которой управлял 51-летний Эрик Варди, он получил два ранения в шею и грудь и врезался в стену. Спустя полчаса Варди умер в машине скорой помощи от полученных ранений. Около 13:30 Райан, пересекая Орчен-парк-Гардес, выстрелил один раз в красную Renault 5, смертельно ранив 22-летнюю Сандру Хилл. Находившийся рядом Карл Харрис подбежал к её автомобилю и извлёк из салона ещё живую Сандру, но спустя считанные секунды она умерла у него на руках. Застрелив Хилл, Райан пробрался в дом дальше по Прайори-роуд и застрелил его жильцов, 66-летнего Джека Гиббса и его 62-летнюю жену Миртл, неходячего инвалида. После чего начал стрелять по окнам домов и ранил Майкла Дженгинса и Майру Гейтер. Затем он пошёл вниз по Роуд-авеню, где увидел машину Ford Sierra, которой управлял 34-летний Ян Плейл, возвращавшийся вместе с семьёй из магазина. Майкл несколько раз выстрелил в лобовое стекло и убил Яна выстрелом в шею. Карл Харрис вновь бросился к машине для оказания первой помощи раненому, но Ян был уже мёртв.
Затем стрелок ранил 67-летнего Уильяма Ноона, который находился во дворе своего дома. Райан продолжил движение на юго-восток по Прайори-роуд, до школы Джона О’Гаунта, где раньше учился. Там он забаррикадировался в одном из классов. Тем временем полиция окружила здание. Попытки полиции уговорить Райана сдаться не увенчались успехом. В 18:52 Майкл Роберт Райан покончил с собой выстрелом в голову. Последними его словами были «Хангерфорд, должно быть, в некотором беспорядке. Лучше бы я остался в постели».

## Майкл Роберт Райан
Совершившим преступление был безработный бывший антиквар Майкл Роберт Райан. Он родился 18 мая 1960 года в Мольдиборо, Уилтшир, Великобритания. Майкл был единственным ребёнком в семье. Его отцу Альфреду Генри Райану было 55 лет на момент рождения сына. Альфред Райан умер в мае 1985 года в возрасте 80 лет в Суиндоне. На момент совершения преступления Майкл жил вместе с матерью Дороти Райан, которая работала учителем в начальной школе. У СМИ были предположения, что мать сильно влияла на Райана. Впоследствии СМИ окрестили его «Маменькиным сыночком». Полиции так и не удалось найти мотивов, толкнувших тихого и неприметного Майкла Райана на преступление.
Орудием убийства послужили карабин М1 и автомат Type 56 (китайский клон автомата Калашникова) — и 9-миллиметровый самозарядный пистолет Beretta 92. В 1978 году Райан подал прошение с просьбой выдачи лицензии на ношение огнестрельного оружия. В том же году он нелегально приобрёл два помповых дробовика, которые зарегистрировал только в январе 1987 года. 11 декабря 1986 ему было разрешено владеть двумя пистолетами. 30 апреля 1987 Райану было разрешено приобрести ещё один пистолет. 14 июля он подал просьбу разрешить ему купить полуавтоматические винтовки. 30 июля его прошение было удовлетворено (впоследствии человек, подписавший разрешения, будет убит во время бойни). На момент совершения массового убийства Майкл Райан легально владел 6 видами огнестрельного оружия (в порядке приобретения):
- помповое ружье Winchester Model 1894
- помповое ружье 12 калибра «Zabala»
- пистолет Beretta 92 9 мм
- пистолет VZ 24 0,32 калибра (на момент стрельбы был в ремонте)
- полуавтоматическая винтовка Type 56 калибра 7,62×39 мм
- карабин М1 0,30 калибра[11].